# Oti Fossae
Le Oti Fossae sono una struttura geologica della superficie di Marte.